# チルトン・プライス
チルトン・プライス（Chilton Price、1913年12月25日 - 2010年1月14日）は、おもにカントリー・ミュージックの楽曲で、ポップ・ミュージックとしてもヒット作とされた楽曲を書いたことで知られるソングライター。
彼女は、ケンタッキー州のファーン・クリーク（後にルイビルに編入）の近郊で、弁護士だった父チェスリー・ハンター・シアシー (Chesley Hunter Searcy) と、ピアニストだった母リリアン・シアシー (Lillian Searcy) の間の娘、チルトン・シアシー (Chilton Searcy) として生まれた。
5歳のとき、アマチュア音楽家で楽譜は読めなかった父から、ピアノのコードをいくつか習った。やがてルイビル大学で音楽を専攻した。1930年代から1940年代にかけては、（当時 Louisville Philharmonic Society と名乗っていた）ルイビル・オーケストラでヴァイオリンを演奏していた。その後、ルイビルのラジオ局WAVE（後のWGTK (AM)）で、音源管理をする「音楽司書 (music librarian)」の仕事に就き、同局のレギュラー出演者であったピー・ウィー・キングとレッド・スチュワートに出会った。
趣味で楽曲の作詞作曲をしていた彼女がふたりに自作曲を見せたところ、彼等は出版できるはずだと彼女に確信させたが、商業的な音楽界でほとんど経験のなかった彼女は、まったくの自作曲であったにもかかわらず、ふたりに部分的なクレジットを与えたので、「スロー・ポーク (Slow Poke)」と「ユー・ビロング・トゥ・ミー (You Belong to Me)」はキング/スチュワート/プライスの連名でクレジットされた。もともとプライスが1951年に書いた「スロー・ポーク」は、スチュワートをボーカルに据えたキングの演奏で大ヒットとなり、「ユー・ビロング・トゥ・ミー」はジョー・スタッフォードで大ヒットした後、デュプリーズによってカバーされた。自分の書いた曲のクレジットが連名扱いとなったことについて、プライスは満足していたといい、そのおかげでブレイクしたことに感謝していたという。その後、彼女は自身の名義で曲を書き続け、1954年の「Never Look Back」はドリス・デイが映画『情欲の悪魔 (Love Me or Leave Me)』の中で歌い、アメリカ合衆国ではトップ20入りしたチャートもあった。

## 私生活
彼女は、ルイビルの実業家ロバート・L・プライス (Robert L. Price) と65年間の結婚生活を送り、娘ひとり、孫ふたり、曾孫7人に恵まれた。2000年には夫に先立たれた。彼女は2010年1月14日にルイビスにおいて96歳で死去した。